# 恐れ戦く (クルアーン)
『恐れ戦く』とは、クルアーンにおける第101番目の章（スーラ）。11の節（アーヤ）から成る。